# Superliga Série A 2019-2020 (maschile)
La Superliga Série A 2019-2020, 42ª edizione della massima serie del campionato brasiliano maschile di pallavolo, si è svolta dal 9 novembre 2019 al 9 marzo 2020: al torneo hanno partecipato 12 squadre di club brasiliane e la vittoria finale non è stata assegnata ad alcuna squadra a seguito dell'interruzione del campionato a causa della pandemia di COVID-19.

## Regolamento

### Formula
Le squadre hanno disputato un girone all'italiana, con gare di andata e ritorno, per un totale di ventidue giornate; al termine della regular season:
- Le prime otto classificate hanno avuto accesso ai play-off scudetto, strutturati in quarti di finale, semifinali e finale, giocando sempre al meglio di due vittorie su tre gare, con incroci basati sul piazzamento in stagione regolare.
- Le ultime due classificate sono retrocesse in Superliga Série B.

A seguito del diffondersi della pandemia di COVID-19 in Brasile, il 19 marzo 2020 la CBV ha sospeso la competizione, mentre il 20 aprile 2020 è stata annunciata la chiusura anticipata del campionato con una classifica finale che non prevede l'assegnazione dello scudetto, mentre è stata confermata la validità delle retrocessioni.

### Criteri di classifica
Se il risultato finale è stato di 3-0 o 3-1 sono stati assegnati 3 punti alla squadra vincente e 0 a quella sconfitta, se il risultato finale è stato di 3-2 sono stati assegnati 2 punti alla squadra vincente e 1 a quella sconfitta.
L'ordine del posizionamento in classifica è stato definito in base a:
- Punti;
- Numero di partite vinte;
- Ratio dei set vinti/persi;
- Ratio dei punti realizzati/subiti.

## Squadre partecipanti
Alla Superliga Série A 2019-2020 partecipano 12 squadre di club brasiliane; tra le squadre aventi diritto di partecipazione:
- L'APAN è la neopromossa dalla Superliga Série B[3].
- Il Caramuru è stato ripescato dopo la rinuncia dell'altra neopromossa, il Botafogo[4].

| Club         | Stagione | Città          | Impianto                         | Stagione precedente      |
| ------------ | -------- | -------------- | -------------------------------- | ------------------------ |
| AEESB        | dettagli | Montes Claros  | Ginásio Municipal Tancredo Neves | 9ª in Superliga Série A  |
| APAN         | dettagli | Blumenau       | Arena Multiuso                   | 2ª in Superliga Série B  |
| AVF          | dettagli | Ribeirão Preto | Ginásio Cava do Bosque           | 10ª in Superliga Série A |
| BVC          | dettagli | Campinas       | Ginásio do Taquaral              | 6ª in Superliga Série A  |
| Caramuru     | dettagli | Ponta Grossa   | Arena Multiuso                   | 11ª in Superliga Série A |
| Funvic       | dettagli | Taubaté        | Ginásio do Abaeté                | Campione del Brasile     |
| Itapetininga | dettagli | Itapetininga   | Ginásio Ayrton Senna             | 8ª in Superliga Série A  |
| Minas        | dettagli | Belo Horizonte | Arena Juscelino Kubitschek       | 5ª in Superliga Série A  |
| Sada         | dettagli | Belo Horizonte | Ginásio do Riacho                | 3ª in Superliga Série A  |
| Sesc         | dettagli | Rio de Janeiro | Ginásio do Tijuca Tênis Clube    | 4ª in Superliga Série A  |
| Sesi         | dettagli | San Paolo      | Ginásio do Sesi                  | 2ª in Superliga Série A  |
| VBCE         | dettagli | Maringá        | Ginásio Chico Neto               | 7ª in Superliga Série A  |

## Torneo

### Regular season

#### Risultati
| Prima giornata |                      |     |                            |
|                |                      |     |                            |
| 09-11          | VBCE - BVC           | 3-1 | 25-18, 27-25, 19-25, 26-20 |
| 09-11          | Itapetininga - Minas | 3-0 | 25-15, 36-34, 25-21        |
| 09-11          | AVF - Sada           | 1-3 | 30-28, 21-25, 16-25, 14-25 |
| 10-11          | AEESB - Sesc         | 0-3 | 14-25, 19-25, 24-26        |
| 13-11          | Funvic - APAN        | 3-0 | 25-18, 26-24, 25-17        |
| 28-11          | Caramuru - Sesi      | 1-3 | 25-18, 22-25, 22-25, 21-25 |

| Seconda giornata |                     |     |                                   |
|                  |                     |     |                                   |
| 15-11            | Sada - AEESB        | 3-0 | 25-11, 25-18, 25-16               |
| 16-11            | BVC - APAN          | 3-1 | 23-25, 25-22, 26-24, 25-16        |
| 16-11            | Sesc - Itapetininga | 3-0 | 25-18, 25-21, 25-17               |
| 16-11            | Funvic - Caramuru   | 3-0 | 25-11, 25-16, 25-20               |
| 17-11            | Sesi - AVF          | 3-1 | 25-18, 21-25, 25-16, 25-19        |
| 26-11            | Minas - VBCE        | 3-2 | 24-26, 25-23, 22-25, 25-22, 18-16 |

| Terza giornata |                     |     |                                   |
|                |                     |     |                                   |
| 20-11          | Caramuru - APAN     | 1-3 | 15-25, 25-23, 14-25, 19-25        |
| 20-11          | VBCE - Sesc         | 0-3 | 22-25, 18-25, 19-25               |
| 20-11          | AVF - Funvic        | 0-3 | 21-25, 17-25, 19-25               |
| 20-11          | Itapetininga - Sada | 2-3 | 25-19, 20-25, 19-25, 25-16, 13-15 |
| 20-11          | BVC - Minas         | 1-3 | 29-31, 25-22, 20-25, 21-25        |
| 21-11          | Sesi - AEESB        | 3-0 | 25-13, 25-18, 25-17               |

| Quarta giornata |                     |     |                                   |
|                 |                     |     |                                   |
| 23-11           | Caramuru - AVF      | 2-3 | 27-25, 22-25, 29-31, 25-21, 10-15 |
| 23-11           | Funvic - AEESB      | 3-0 | 25-21, 25-23, 29-27               |
| 23-11           | Sada - VBCE         | 3-1 | 25-21, 25-20, 26-28, 25-18        |
| 23-11           | APAN - Minas        | 3-2 | 25-22, 25-21, 21-25, 21-25, 15-12 |
| 23-11           | Sesc - BVC          | 2-3 | 24-26, 20-25, 25-21, 25-22, 9-15  |
| 24-11           | Sesi - Itapetininga | 3-0 | 25-11, 25-17, 25-16               |

| Quinta giornata |                       |     |                                   |
|                 |                       |     |                                   |
| 30-11           | Sada - BVC            | 2-3 | 23-25, 25-20, 19-25, 25-15, 16-18 |
| 30-11           | Itapetininga - Funvic | 0-3 | 21-25, 21-25, 25-27               |
| 30-11           | VBCE - Sesi           | 0-3 | 19-25, 17-25, 18-25               |
| 30-11           | AEESB - Caramuru      | 3-0 | 27-25, 25-19, 25-19               |
| 30-11           | Minas - Sesc          | 0-3 | 23-25, 16-25, 21-25               |
| 01-12           | AVF - APAN            | 0-3 | 17-25, 22-25, 19-25               |

| Sesta giornata |                         |     |                                   |
|                |                         |     |                                   |
| 04-12          | Sesi - BVC              | 1-3 | 25-17, 21-25, 15-25, 23-25        |
| 04-12          | Caramuru - Itapetininga | 3-2 | 25-17, 21-25, 22-25, 29-27, 15-12 |
| 04-12          | Sesc - APAN             | 3-0 | 25-22, 25-16, 25-22               |
| 04-12          | AVF - AEESB             | 3-2 | 23-25, 25-17, 25-23, 27-29, 28-26 |
| 04-12          | Funvic - VBCE           | 3-0 | 25-23, 25-22, 25-21               |
| 05-12          | Sada - Minas            | 3-1 | 25-22, 16-25, 25-20, 25-20        |

| Settima giornata |                    |     |                                   |
|                  |                    |     |                                   |
| 27-11            | Sada - Sesc        | 3-0 | 25-17, 25-20, 25-21               |
| 07-12            | Minas - Sesi       | 2-3 | 23-25, 25-19, 22-25, 25-23, 12-15 |
| 07-12            | Itapetininga - AVF | 1-3 | 21-25, 25-21, 22-25, 18-25        |
| 07-12            | VBCE - Caramuru    | 3-0 | 25-21, 25-18, 25-17               |
| 07-12            | AEESB - APAN       | 2-3 | 26-28, 21-25, 26-24, 25-20, 6-15  |
| 08-12            | BVC - Funvic       | 0-3 | 20-25, 20-25, 19-25               |

| Ottava giornata |                      |     |                                   |
|                 |                      |     |                                   |
| 13-12           | Funvic - Minas       | 3-1 | 18-25, 25-20, 25-19, 25-21        |
| 14-12           | APAN - Sada          | 0-3 | 21-25, 13-25, 23-25               |
| 14-12           | AVF - VBCE           | 3-2 | 21-25, 25-20, 27-25, 22-25, 15-12 |
| 14-12           | Caramuru - BVC       | 0-3 | 18-25, 15-25, 18-25               |
| 14-12           | AEESB - Itapetininga | 2-3 | 25-23, 23-25, 25-23, 18-25, 13-15 |
| 15-12           | Sesi - Sesc          | 3-0 | 25-20, 25-18, 25-16               |

| Nona giornata |                     |     |                                   |
|               |                     |     |                                   |
| 18-12         | Sada - Sesi         | 3-1 | 25-20, 25-20, 20-25, 25-20        |
| 18-12         | VBCE - AEESB        | 3-1 | 25-18, 26-24, 22-25, 25-20        |
| 18-12         | Minas - Caramuru    | 3-1 | 22-25, 25-20, 25-21, 25-17        |
| 18-12         | Itapetininga - APAN | 3-0 | 25-20, 25-16, 25-18               |
| 18-12         | BVC - AVF           | 3-0 | 25-23, 25-21, 25-12               |
| 18-12         | Sesc - Funvic       | 3-2 | 25-18, 26-28, 25-19, 23-25, 15-13 |

| Decima giornata |                     |     |                                   |
|                 |                     |     |                                   |
| 21-12           | AVF - Minas         | 2-3 | 23-25, 21-25, 25-21, 31-29, 13-15 |
| 21-12           | Itapetininga - VBCE | 3-0 | 25-23, 25-22, 31-29               |
| 21-12           | AEESB - BVC         | 1-3 | 23-25, 25-20, 22-25, 21-25        |
| 21-12           | Sesc - Caramuru     | 3-0 | 25-23, 26-24, 25-20               |
| 21-12           | Funvic - Sada       | 0-3 | 18-25, 23-25, 30-32               |
| 22-12           | APAN - Sesi         | 0-3 | 26-28, 21-25, 22-25               |

| Undicesima giornata |                    |     |                                   |
|                     |                    |     |                                   |
| 08-01               | VBCE - APAN        | 3-1 | 25-22, 22-25, 25-18, 25-20        |
| 08-01               | Minas - AEESB      | 3-0 | 25-16, 25-16, 25-18               |
| 08-01               | Sesc - AVF         | 3-0 | 25-13, 25-15, 26-24               |
| 08-01               | BVC - Itapetininga | 3-0 | 25-19, 25-16, 25-22               |
| 08-01               | Sada - Caramuru    | 3-0 | 25-15, 25-21, 25-19               |
| 08-01               | Sesi - Funvic      | 3-2 | 18-25, 22-25, 30-28, 25-19, 22-20 |

| Dodicesima giornata |                      |     |                            |
|                     |                      |     |                            |
| 11-01               | Minas - Itapetininga | 3-0 | 26-24, 25-20, 25-20        |
| 11-01               | Sada - AVF           | 3-1 | 25-20, 21-25, 25-22, 25-14 |
| 11-01               | Sesi - Caramuru      | 3-0 | 25-18, 25-23, 25-21        |
| 11-01               | Sesc - AEESB         | 3-0 | 25-22, 25-19, 25-22        |
| 11-01               | APAN - Funvic        | 0-3 | 18-25, 21-25, 20-25        |
| 13-01               | BVC - VBCE           | 1-3 | 25-23, 20-25, 27-29, 28-30 |

| Tredicesima giornata |                     |     |                                   |
|                      |                     |     |                                   |
| 18-01                | AVF - Sesi          | 2-3 | 18-25, 25-18, 18-25, 25-16, 12-15 |
| 18-01                | Itapetininga - Sesc | 1-3 | 21-25, 19-25, 25-20, 21-25        |
| 18-01                | Caramuru - Funvic   | 0-3 | 25-27, 20-25, 18-25               |
| 19-01                | APAN - BVC          | 3-1 | 28-26, 20-25, 25-22, 25-20        |
| 20-01                | VBCE - Minas        | 0-3 | 23-25, 21-25, 26-28               |
| 20-01                | AEESB - Sada        | 2-3 | 25-22, 21-25, 18-25, 25-22, 9-15  |

| Quattordicesima giornata |                     |     |                            |
|                          |                     |     |                            |
| 25-01                    | Minas - BVC         | 0-3 | 20-25, 20-25, 19-25        |
| 01-02                    | Funvic - AVF        | 3-0 | 25-14, 29-27, 25-14        |
| 01-02                    | APAN - Caramuru     | 3-1 | 25-19, 25-27, 25-21, 25-20 |
| 01-02                    | Sada - Itapetininga | 3-1 | 25-15, 23-25, 25-17, 32-30 |
| 12-02                    | AEESB - Sesi        | 0-3 | 19-25, 24-26, 23-25        |
| 12-02                    | Sesc - VBCE         | 3-0 | 25-22, 25-23, 25-22        |

| Quindicesima giornata |                     |     |                                   |
|                       |                     |     |                                   |
| 05-02                 | AEESB - Funvic      | 0-3 | 16-25, 18-25, 20-25               |
| 05-02                 | Itapetininga - Sesi | 3-0 | 26-24, 25-16, 25-17               |
| 05-02                 | Minas - APAN        | 0-3 | 17-25, 22-25, 25-27               |
| 05-02                 | AVF - Caramuru      | 3-1 | 21-25, 25-18, 27-25, 25-22        |
| 06-02                 | BVC - Sesc          | 2-3 | 21-25, 25-21, 25-18, 22-25, 12-15 |
| 07-02                 | VBCE - Sada         | 0-3 | 27-29, 18-25, 11-25               |

| Sedicesima giornata |                       |     |                            |
|                     |                       |     |                            |
| 08-02               | Caramuru - AEESB      | 3-0 | 25-22, 25-23, 30-28        |
| 08-02               | Funvic - Itapetininga | 3-1 | 25-23, 29-27, 24-26, 25-23 |
| 08-02               | Sesi - VBCE           | 3-1 | 25-21, 21-25, 25-15, 25-20 |
| 08-02               | BVC - Sada            | 1-3 | 22-25, 21-25, 25-20, 22-25 |
| 09-02               | APAN - AVF            | 3-1 | 23-25, 25-11, 25-23, 25-19 |
| 09-02               | Sesc - Minas          | 1-3 | 20-25, 21-25, 25-21, 19-25 |

| Diciassettesima giornata |                         |     |                                   |
|                          |                         |     |                                   |
| 22-01                    | VBCE - Funvic           | 1-3 | 19-25, 20-25, 25-22, 18-25        |
| 15-02                    | BVC - Sesi              | 3-0 | 25-21, 25-21, 25-22               |
| 15-02                    | Itapetininga - Caramuru | 3-0 | 25-23, 25-23, 25-23               |
| 15-02                    | AEESB - AVF             | 2-3 | 25-22, 27-29, 19-25, 25-19, 13-15 |
| 17-02                    | APAN - Sesc             | 0-3 | 23-25, 17-25, 19-25               |
| 26-02                    | Minas - Sada            | 0-3 | 17-25, 23-25, 18-25               |

| Diciottesima giornata |                    |     |                                   |
|                       |                    |     |                                   |
| 20-02                 | Caramuru - VBCE    | 3-2 | 25-20, 19-25, 25-23, 29-31, 15-11 |
| 20-02                 | Sesi - Minas       | 0-3 | 15-25, 22-25, 20-25               |
| 21-02                 | APAN - AEESB       | 2-3 | 25-17, 22-25, 25-16, 25-27, 14-16 |
| 21-02                 | Funvic - BVC       | 3-1 | 25-15, 23-25, 25-20, 25-17        |
| 20-02                 | Sesc - Sada        | 1-3 | 23-25, 22-25, 25-22, 19-25        |
| 23-02                 | AVF - Itapetininga | 1-3 | 26-24, 20-25, 19-25, 21-25        |

| Diciannovesima giornata |                      |     |                                  |
|                         |                      |     |                                  |
| 29-02                   | Minas - Funvic       | 3-2 | 25-21, 20-25, 20-25, 29-27, 15-8 |
| 29-02                   | Sada - APAN          | 3-0 | 25-22, 25-23, 25-19              |
| 29-02                   | BVC - Caramuru       | 3-0 | 25-13, 25-21, 25-22              |
| 29-02                   | Itapetininga - AEESB | 0-3 | 24-26, 17-25, 21-25              |
| 29-02                   | Sesc - Sesi          | 3-1 | 25-21, 25-14, 21-25, 25-15       |
| 02-03                   | VBCE - AVF           | 1-3 | 23-25, 25-16, 23-25, 19-25       |

| Ventesima giornata |                     |     |                                   |
|                    |                     |     |                                   |
| 04-03              | Caramuru - Minas    | 2-3 | 25-20, 19-25, 30-28, 20-25, 9-15  |
| 04-03              | Sesi - Sada         | 3-0 | 25-20, 25-19, 25-20               |
| 04-03              | AVF - BVC           | 1-3 | 22-25, 25-21, 17-25, 23-25        |
| 05-03              | APAN - Itapetininga | 3-1 | 25-19, 25-21, 21-25, 25-19        |
| 05-03              | Funvic - Sesc       | 3-0 | 25-23, 25-18, 25-22               |
| 10-03              | AEESB - VBCE        | 3-2 | 22-25, 21-25, 25-22, 25-20, 15-13 |

| Ventunesima giornata |                     |     |                                   |
|                      |                     |     |                                   |
| 07-03                | Minas - AVF         | 2-3 | 25-18, 25-19, 22-25, 19-25, 14-16 |
| 07-03                | Caramuru - Sesc     | 1-3 | 20-25, 19-25, 25-19, 18-25        |
| 07-03                | VBCE - Itapetininga | 2-3 | 25-22, 25-21, 23-25, 18-25, 17-19 |
| 07-03                | Sesi - APAN         | 2-3 | 25-27, 23-25, 25-20, 25-17, 13-15 |
| 08-03                | Sada - Funvic       | 0-3 | 18-25, 24-26, 22-25               |
| 09-03                | BVC - AEESB         | 3-1 | 25-20, 25-23, 23-25, 25-23        |

| Ventiduesima giornata |                    |   |           |
|                       |                    |   |           |
| 15-03                 | APAN - VBCE        | - | annullata |
| 15-03                 | AEESB - Minas      | - | annullata |
| 15-03                 | AVF - Sesc         | - | annullata |
| 15-03                 | Caramuru - Sada    | - | annullata |
| 15-03                 | Funvic - Sesi      | - | annullata |
| 16-03                 | Itapetininga - BVC | - | annullata |

#### Classifica
| Pos. | Squadra      | Pt | G  | V  | P  | SV | SP | Ratio | PF    | PS    | Ratio |
| ---- | ------------ | -- | -- | -- | -- | -- | -- | ----- | ----- | ----- | ----- |
| 1.   | Funvic       | 54 | 21 | 17 | 4  | 57 | 16 | 3,560 | 1 776 | 1 534 | 1,158 |
| 2.   | Sada         | 53 | 21 | 18 | 3  | 56 | 21 | 2,670 | 1 834 | 1 605 | 1,143 |
| 3.   | Sesc         | 44 | 21 | 15 | 6  | 49 | 25 | 1,960 | 1 708 | 1 578 | 1,082 |
| 4.   | Sesi         | 40 | 21 | 14 | 7  | 47 | 30 | 1,570 | 1 745 | 1 640 | 1,064 |
| 5.   | BVC          | 38 | 21 | 13 | 8  | 47 | 33 | 1,420 | 1 853 | 1 771 | 1,046 |
| 6.   | Minas        | 32 | 21 | 11 | 10 | 41 | 41 | 1,000 | 1 851 | 1 827 | 1,013 |
| 7.   | APAN         | 28 | 21 | 10 | 11 | 34 | 44 | 0,770 | 1 714 | 1 757 | 0,976 |
| 8.   | Itapetininga | 24 | 21 | 8  | 13 | 33 | 44 | 0,750 | 1 715 | 1 783 | 0,962 |
| 9.   | AVF          | 21 | 21 | 8  | 13 | 34 | 52 | 0,650 | 1 833 | 2 002 | 0,916 |
| 10.  | VBCE         | 20 | 21 | 5  | 16 | 29 | 52 | 0,560 | 1 802 | 1 900 | 0,948 |
| 11.  | AEESB        | 15 | 21 | 4  | 17 | 25 | 55 | 0,450 | 1 693 | 1 888 | 0,897 |
| 12.  | Caramuru     | 9  | 21 | 3  | 18 | 19 | 58 | 0,330 | 1 615 | 1 854 | 0,871 |

      Qualificata ai play-off scudetto.
      Retrocessa in Superliga Série B.

## Classifica finale
| Pos | Squadra      | Qualificazione         |
| --- | ------------ | ---------------------- |
| 1   | Funvic       |                        |
| 2   | Sada         |                        |
| 3   | Sesc         |                        |
| 4   | Sesi         |                        |
| 5   | BVC          |                        |
| 6   | Minas        |                        |
| 7   | APAN         |                        |
| 8   | Itapetininga |                        |
| 9   | AVF          |                        |
| 10  | VBCE         |                        |
| 11  | AEESB        | Superliga Série B 2021 |
| 12  | Caramuru     | Superliga Série B 2021 |

## Statistiche
| Rendimento individuale | Rendimento individuale | Rendimento individuale | Rendimento individuale |
| Pos.                   | Nome                   | Punti                  | Squadra                |
| ---------------------- | ---------------------- | ---------------------- | ---------------------- |
| 1                      | Alan de Souza          | 356                    | Sesi                   |
| 2                      | Renan Buiatti          | 352                    | BVC                    |
| 3                      | Franco Paese           | 318                    | APAN                   |
| 4                      | Wallace de Souza       | 302                    | Sesc                   |
| 5                      | Gabriel Vaccari        | 290                    | BVC                    |
| 6                      | Ricardo Lucarelli      | 261                    | Funvic                 |
| 6                      | Daniel de Oliveira     | 261                    | APAN                   |
| 8                      | Willian Doardo         | 260                    | Itapetininga           |
| 9                      | Renan Michelucci       | 253                    | AEESB                  |
| 10                     | Gabriel Cândido        | 248                    | Itapetininga           |

| Attacchi vincenti | Attacchi vincenti  | Attacchi vincenti | Attacchi vincenti |
| Pos.              | Nome               | Punti             | Squadra           |
| ----------------- | ------------------ | ----------------- | ----------------- |
| 1                 | Alan de Souza      | 300               | Sesi              |
| 2                 | Renan Buiatti      | 289               | BVC               |
| 3                 | Franco Paese       | 286               | APAN              |
| 4                 | Wallace de Souza   | 257               | Sesc              |
| 5                 | Gabriel Vaccari    | 253               | BVC               |
| 6                 | Willian Doardo     | 218               | Itapetininga      |
| 7                 | Eric dos Santos    | 211               | Caramuru          |
| 8                 | Gabriel Cândido    | 210               | Itapetininga      |
| 8                 | Daniel de Oliveira | 210               | APAN              |
| 10                | Ricardo Lucarelli  | 207               | Funvic            |

| Muri vincenti | Muri vincenti      | Muri vincenti | Muri vincenti |
| Pos.          | Nome               | Punti         | Squadra       |
| ------------- | ------------------ | ------------- | ------------- |
| 1             | Deivid Costa       | 53            | Minas         |
| 1             | Matheus dos Santos | 53            | Minas         |
| 3             | Éder Carbonera     | 52            | Sesi          |
| 4             | Lucas Barreto      | 49            | Sesi          |
| 4             | Johan Marengoni    | 49            | Itapetininga  |
| 6             | Gustavo Bonatto    | 48            | Sesc          |
| 6             | Flávio Gualberto   | 48            | Sesc          |
| 8             | Ialisson de Amorin | 44            | APAN          |
| 8             | Maurício de Souza  | 44            | Funvic        |
| 10            | Renan Michelucci   | 42            | AEESB         |

| Battute vincenti | Battute vincenti    | Battute vincenti | Battute vincenti |
| Pos.             | Nome                | Punti            | Squadra          |
| ---------------- | ------------------- | ---------------- | ---------------- |
| 1                | Ricardo Lucarelli   | 34               | Funvic           |
| 2                | Éder Carbonera      | 31               | Sesi             |
| 3                | Daniel de Oliveira  | 30               | APAN             |
| 4                | Germán Johansen     | 28               | AEESB            |
| 5                | Renan Buiatti       | 26               | BVC              |
| 6                | Wallace de Souza    | 25               | Sesc             |
| 6                | Gabriel Vaccari     | 25               | BVC              |
| 8                | Nicolás Lazo        | 21               | Minas            |
| 9                | Gabriel Bertolini   | 20               | VBCE             |
| 10               | Mohamed Al Hachdadi | 19               | Funvic           |
| 10               | Alan de Souza       | 19               | Sesi             |